# Liste der Monuments historiques in Gennevilliers
Die Liste der Monuments historiques in Gennevilliers führt die Monuments historiques in der französischen Gemeinde Gennevilliers auf.

## Liste der Objekte
| Bezeichnung                                                  | Beschreibung | Standort                                 | Kennzeichnung | Schutzstatus | Datum | Bild |
| ------------------------------------------------------------ | ------------ | ---------------------------------------- | ------------- | ------------ | ----- | ---- |
| Grabplatte für Germaine Le Danoye, Ehefrau von Gervais Roger | Stein, 1608  | in der Kirche Ste-Marie-Madeleine (Lage) | PM92000064    | Classé       | 1917  |      |